# Droit-Afrique.com
 (juin 2019).
Si vous disposez d'ouvrages ou d'articles de référence ou si vous connaissez des sites web de qualité traitant du thème abordé ici, merci de compléter l'article en donnant les références utiles à sa vérifiabilité et en les liant à la section « Notes et références ».
 (mai 2021).
Améliorez-le ou discutez des points à vérifier. 
Droit-Afrique.com est une maison d'édition française spécialisée dans le droit des pays de l'Afrique francophone, ainsi qu'un cabinet d'assistance et conseil aux gouvernements africains.

## Société d'édition
Droit-Afrique propose un accès libre à un fonds documentaire de plus de 2000 textes de lois sur 24 pays : Algérie, Bénin, Burkina Faso, Burundi, Cameroun, Comores, Congo, Djibouti, Gabon, Guinée, Guinée Équatoriale, Madagascar, Mali, Maroc, Mauritanie, Niger, RDC, Rep.Centrafricaine, Rwanda, Sénégal, Tchad, Togo et Tunisie.
Droit-Afrique édite également les Codes des impôts de 24 pays, ainsi qu'une intégrale du droit algérien en 24 volumes, des livres relatifs au droit OHADA et au droit douanier. Dans certains pays (Gabon, Comores, Djibouti, Burkina Faso, Mauritanie...), Droit-Afrique édite et publie la version officielle du code des impôts pour le compte des administrations fiscales. En 2020-2021, Droit-Afrique publiera pour le compte de la CEMAC, le nouveau Code des douanes ainsi que le nouveau tarif douanier.
En 2012-2013, Droit-Afrique a collecté, édité et publié l'ensemble de la documentation des institutions financières du Congo : douanes, Inspection Générale des Finances, Inspection Générale d'État, Cour des Comptes...
En 2015-2016 la société assure la numérisation et la mise en ligne des journaux officiels du Mali puis l'édition d'une première intégrale du droit malien en 30 recueils de textes consolidés. Depuis 2018, des projets similaires sont lancés au Congo, au Burkina Faso et en Guinée.
Fort d'un fonds documentaire de plus de 150.000 textes législatifs et réglementaires sur l'Afrique sub-saharienne, Droit-Afrique se rapproche de la société Lexbase, spécialisée dans le traitement des jurisprudences. En janvier 2019, est lancé le site Lexbase-Afrique, plateforme juridique sur l'Afrique francophone qui ambitionne de numériser l'ensemble des Journaux officiels et de la jurisprudence africaine afin de proposer un fonds exhaustif, accessible via un moteur de recherche intégrant de l'intelligence artificielle.

## Société de conseil
Droit-Afrique gère un réseau de 17 cabinets partenaires et 150 consultants juridiques, principalement dans les domaines de la fiscalité, des finances publiques et des douanes.
À ce titre, Droit-Afrique a assisté les gouvernements pour la refonte et la modernisation des Codes des impôts de Djibouti (2008-2009), des Comores (2009-2010), de la République du Congo (2011-2012 puis 2017-2019), du Burkina Faso (2017-2018), de la Mauritanie (2018-2019) et du Mali (2018-2020), ainsi que la refonte des procédures fiscales de la République Centrafricaine (2017).
En 2020, Droit-Afrique assiste le Ministère des finances de Guinée Equatoriale dans la modernisation et la refonte du Code général des impôts.